# André Dufraisse
André Dufraisse (Razès, Alto Vienne, 30 de junio de 1926-Ib., 21 de febrero de 2021) fue un corredor de ciclocrós francés, profesional entre 1950 y 1964. Dufraisse ganó el Campeonato Mundial de Ciclocrós cinco veces desde 1954 hasta 1958, y fue campeón de ciclocrós de Francia siete veces, entre 1955 y 1963. Se pasó al ciclocrós después de terminar segundo en el campeonato mundial de 1953 y desde entonces dominó este deporte: en 1956 ganó 19 de las 20 carreras en las que participó.

## Palmarés
- Campeón del Mundo de Ciclocrós (1954, 1955, 1956, 1957 y 1958)  
  - 2.º en el Campeonato Mundial de Ciclocrós (1951 y 1952) 
  - 3.º en el Campeonato Mundial de Ciclocrós (1953, 1961, 1962 y 1963)
- Campeonato de Francia de Ciclocrós (1955, 1956, 1958, 1959, 1961, 1962 y 1963)

## Reconocimientos
- Fue designado como uno de los ciclistas más destacados de la historia al ser elegido en el año 2002 para formar parte de la Sesión Inaugural del Salón de la Fama de la UCI.[4]